# Petite-Rivière-Saint-François
Petite-Rivière-Saint-François est une municipalité du Québec (Canada), située dans la municipalité régionale de comté de Charlevoix, dans la région administrative de la Capitale-Nationale.

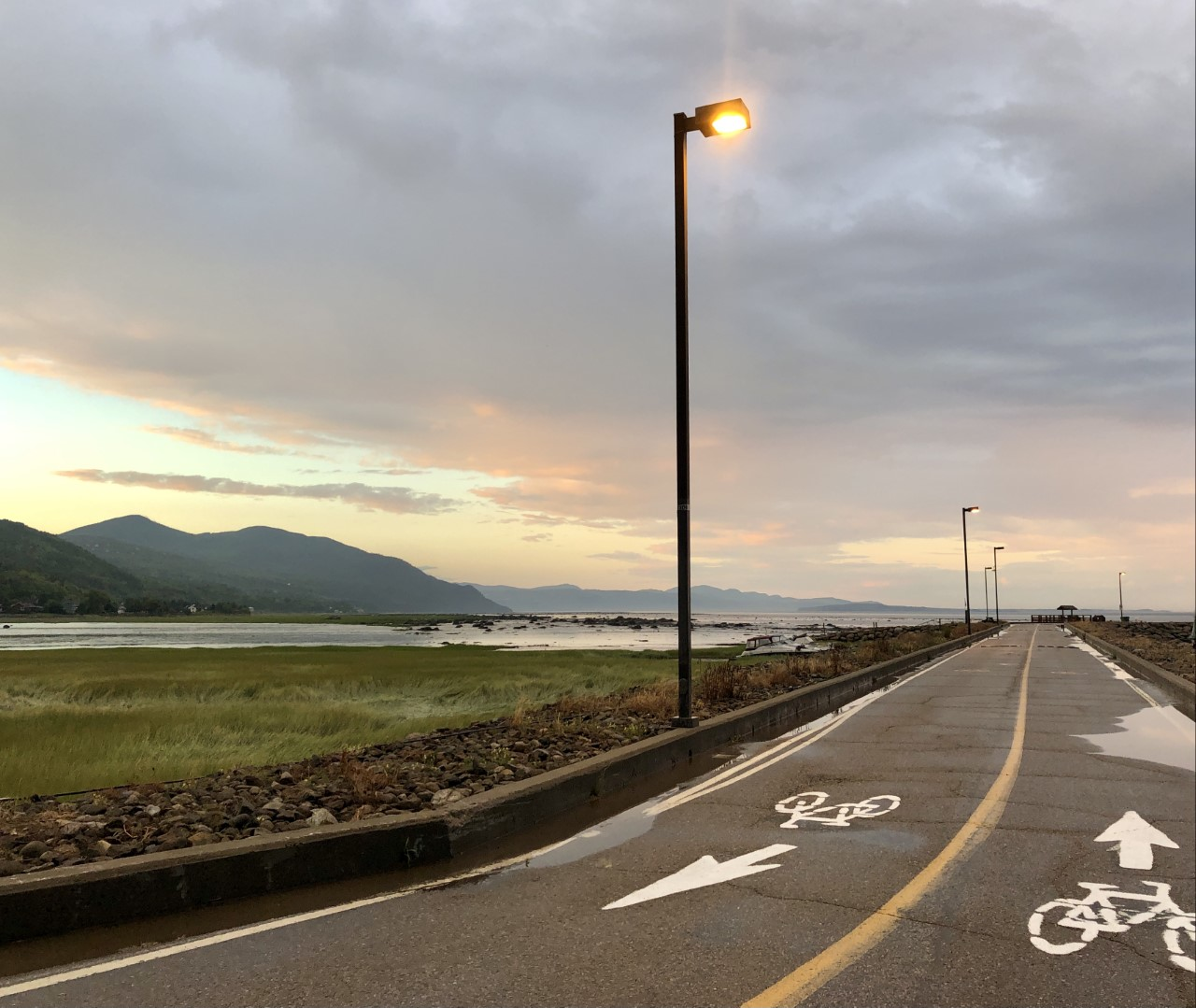
Quai de la Petite-Rivière-Saint-François

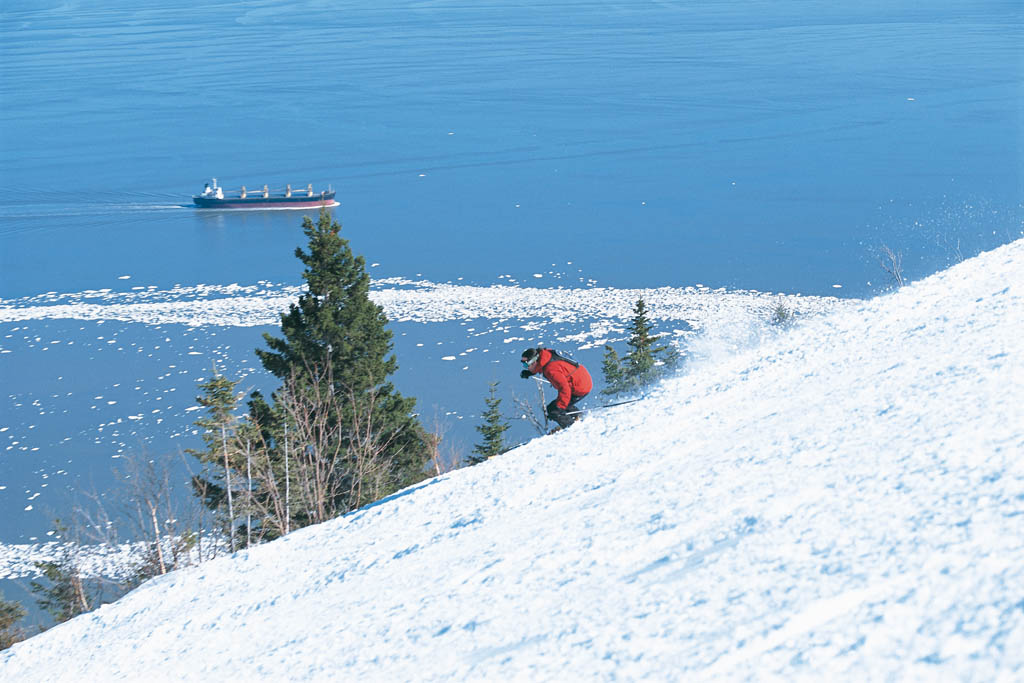
Le Massif.

## Toponymie
Elle est nommée en l'honneur de François d'Assise, ayant reçu son nom dès 1603 par Samuel de Champlain.
La Commission de toponymie du Québec écrit à son propos : « C'est à la rivière qui sillonne ce territoire qu'a d'abord été attribué le nom de Petite Rivière, relevé sur la carte de Jean Bourdon (vers 1641) et sur celle de Nicolas Bellin (1761), lequel a par la suite été transféré au village érigé en 1845 dans la région de Charlevoix. À l'origine, il s'agissait de Saint-François-Xavier-de-la-Petite-Rivière, devenu depuis sous la poussée de l'usage Petite-Rivière-Saint-François en 1986, appellation qui reprend celle du bureau de poste de l'endroit créé avant 1856. La dénomination courante transforme souvent cette appellation, par souci de brièveté, en Petite-Rivière, nom qu'elle portait déjà au XVIIe siècle. C'est Champlain qui, dès le mois de juin 1603, avait reconnu cette petite rivière, à l'origine du nom de Petite Rivière. »

## Histoire
En 1675, Claude Bouchard quitte la côte de Beaupré et vint s'y installer; ainsi débutent les activités à Petite-Rivière-Saint-François, le plus vieux lieu de peuplement de Charlevoix.
Petite-Rivière-Saint-François est en quelque sorte le berceau de la colonisation de Charlevoix. La seigneurie de Beaupré qui s'étendait des limites de Beauport jusqu'à la rivière du Gouffre a été concédée à la Compagnie des Cent-Associés en 1636. En 1662, le Séminaire de Québec s'en porte acquéreur. Les terres étant toutes occupées, sur la côte de Beaupré, les habitants réclament de nouvelles concessions. Les seigneurs acceptent alors d'ouvrir au peuplement, la bande de terre de Petite-Rivière-Saint-François. Viennent alors s'installer des colons de Château-Richer et de Cap-Tourmente. De 1675 jusqu'à la fin du XVIIe siècle, 16 terres sont concédées dont une à Claude Bouchard dit le Petit Claude, à Ignace Gasnier (oct. 1677), à René Bien dit Lacroix (oct. 1677), à Pierre Laforest dit Labranche (mars 1678), à Jacques Fortin (juin 1680), à René De La Voye (fils) (juin 1686)...
Le 18 août 1946, un feu se déclare dans une maison en bois et se propage rapidement aux maisons voisines. Quatorze bâtiments sont détruits faisant 9 victimes et 17 familles sans abri. Une croix commémorative est érigée sur le lieu du drame.
L'économie de Petite-Rivière s'articulait autour de l'agriculture, l'acériculture, la pêche à l'anguille, la coupe et la transformation du bois, et la fabrication des goélettes.
Depuis, peu de choses ont changé. Si la montagne est maintenant devenue une source importante de revenus par son centre de ski de calibre international, le fleuve amène encore son lot de travail. Le chantier naval perdure, bien que le mode de fabrication et les produits diffèrent. Le cabotage est en quelque sorte réactualisé par les plaisanciers, qui chaque été séjournent à la marina. Et la pêche à l'anguille, pratiquée de façon traditionnelle, est un exemple de continuité qui suscite beaucoup d'intérêt.

## Géographie
La partie habitée de la municipalité est située sur une étroite bande de terre entre le fleuve Saint-Laurent et les Laurentides. Elle est connue en particulier pour abriter la station de sports d'hiver le Massif.
À partir de son crénon, dans le centre de la municipalité, la Petite rivière Saint-François coule vers le sud-est jusqu'à son embouchure dans l'estuaire du Saint-Laurent. 

### Hameaux
- L'Abattis

## Démographie
Le recensement de 2011 y dénombre 744 habitants, soit 5,8 % de plus qu'en 2006,. En janvier 2025, sa population est estimée à 1343 habitants.
| 1991 | 1996 | 2001 | 2006 | 2011 | 2016 | 2021 |
| ---- | ---- | ---- | ---- | ---- | ---- | ---- |
| 802  | 753  | 730  | 703  | 744  | 814  | 953  |

## Administration municipale
Les élections municipales se font en bloc pour le maire et les six conseillers.
| Petite-Rivière-Saint-François Maires depuis 2005                                                                     |                   |         |          |
| Élection | Maire             | Qualité | Résultat |
| 2005 | Jean-Guy Bouchard |         | Voir     |
| 2009 | Gérald Maltais    |         | Voir     |
| 2013 | Gérald Maltais    | Voir    |          |
| 2017 | Gérald Maltais    | Voir    |          |
| 2021 | Jean-Guy Bouchard |         | Voir     |
| Élection partielle en italique Depuis 2005, les élections sont simultanées dans toutes les municipalités québécoises |                   |         |          |

## Culture
L'action principale du film La Neuvaine de Bernard Émond se déroule en partie dans le village.